# Olympische Jugend-Sommerspiele 2018/Teilnehmer (Komoren)
| Gelbes Symbol für Goldmedaillen mit stilisierten Olympischen Ringen | Graues Symbol für Silbermedaillen mit stilisierten Olympischen Ringen | Braundes Symbol für Bronzemedaillen mit stilisierten Olympischen Ringen |
| ------------------------------------------------------------------- | --------------------------------------------------------------------- | ----------------------------------------------------------------------- |
| —                                                                   | —                                                                     | —                                                                       |

Die Jugend-Olympiamannschaft der Komoren für die III. Olympischen Jugend-Sommerspiele vom 6. bis 18. Oktober 2018 in Buenos Aires (Argentinien) bestand aus drei Athleten.

## Athleten nach Sportarten

### Leichtathletik
| Mädchen - Youssouf Said Moina Rouzouna 100 m: DNF | Jungen - Mohamed Mouigni Dahalane 200 m: DNF |

### Schwimmen
Mädchen
- Maria Abdallah Attoumani
50 m Freistil: disqualifiziert (Vorlauf)
50 m Brust: 42. Platz